# ضريح الشروانشاهيين
ضريح الشروانشاهيين (بالأذرية: Şirvanşahlar türbəsi) هو من أحد المباني الثلاثة الموجودة في الفناء السفلي لمجمع قصر الشروانشاهيين (مبانيان آخران هما مسجد شاه و حمام القصر).

## تار يخ الضريح
وفقًا للمصادر و النقوش يرجع تاريخ البناء إلى 1435-1436. نقش على ضريح فوق مدخل، يعطي معلومات عن تاريخ البناء والهندسة المعمارية لهذا المبنى. 
وفقًا للنقوش، من المعروف أن المقبرة بنيت لأم وابن شيرفانشاه خليل الله. مهندس معماري ضريح الشروانشاهيين هو محمد علي.
تم استخدام المقبرة لاحقًا كمدرسة. 
خلال الحفريات الأثرية التي أجريت في عام 1947، تم العثور على ستة شواهد القبور أعمق من سطح الأرض. ومع ذلك، تم دفن أفراد آخرين من عائلة الشروانشاهيين هناك. 
دُفن في القبر الأول ابن شيرفانشاه  فاروخ يامين،6-7 سنوات من عمره. يذكرأحد من المصادر أن فاروخ يامين توفي في عمره السابعة (1435-1442). 
القبر الثاني ينتمي إلى أم وابن شيرفانشاه بيكى هانم. و يذكرأنها توفيت في 839 الهجري، (1435-1442م.).
دُفن في القبر الثالث زوجة شيرفانشاه فروخة، خانيكى هانم. 
في القبر الرابع دفن ابن شيرفانشاه الشيخ صلاح عامين من عمره، هو عاش بين 1443-1445. 
القبر الخامس هو قبر إبراهيم التاسع عشر من عمره (1432).
تم العثورعلى الجانب المقابل للمدخل هيكل عظمي كبير يبلغ ارتفاعه 2.10 متر. من محتمل ان ينتمي هذا القبر شيرفانشاه خليل الله نفسه.

## الرواق

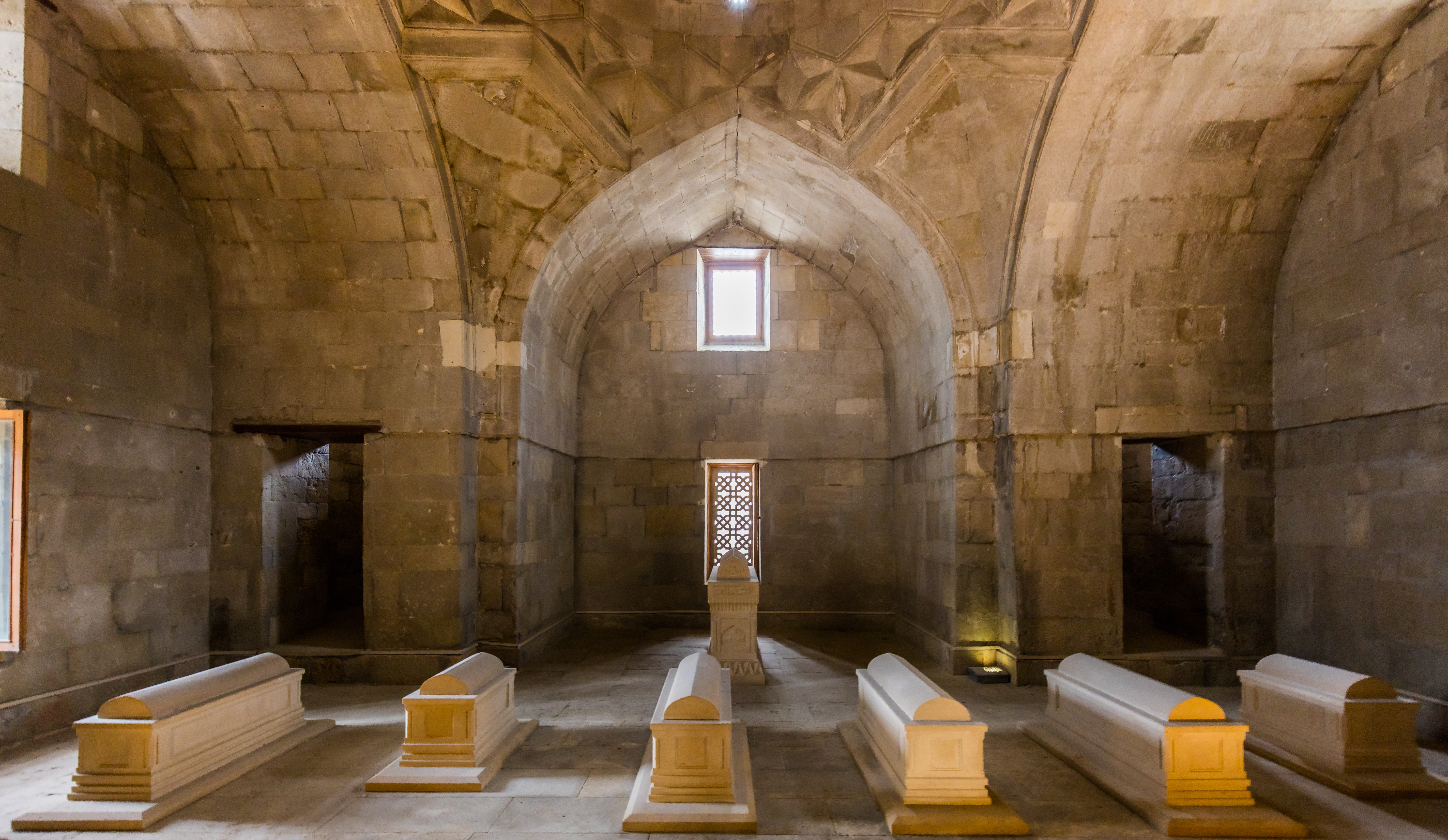
ألمقابر في الضريح
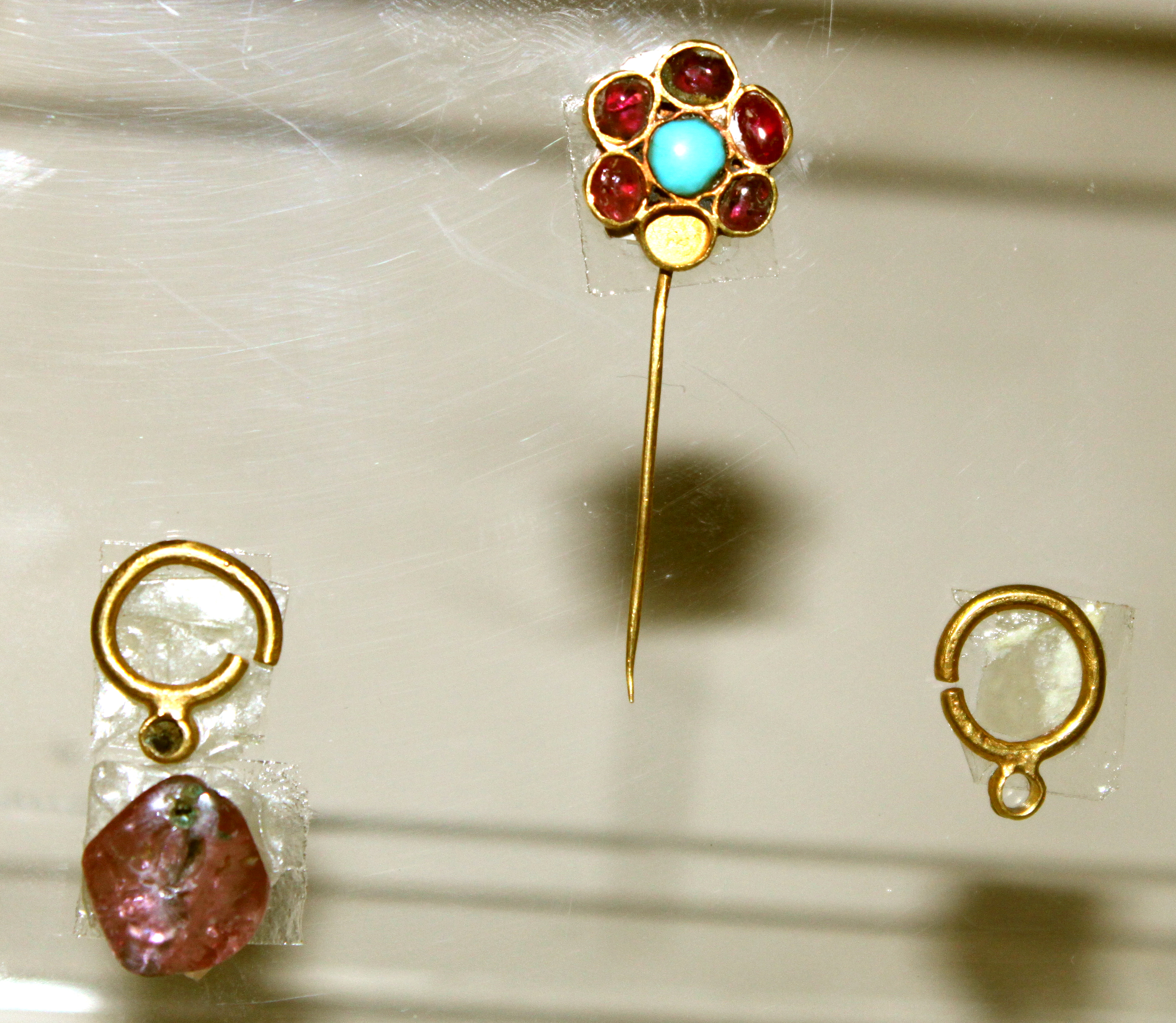
أقراط قلادة وأقراط ذهبية من الياقوت والفيروز المكتشفة من ضريح الشروانشاهيين
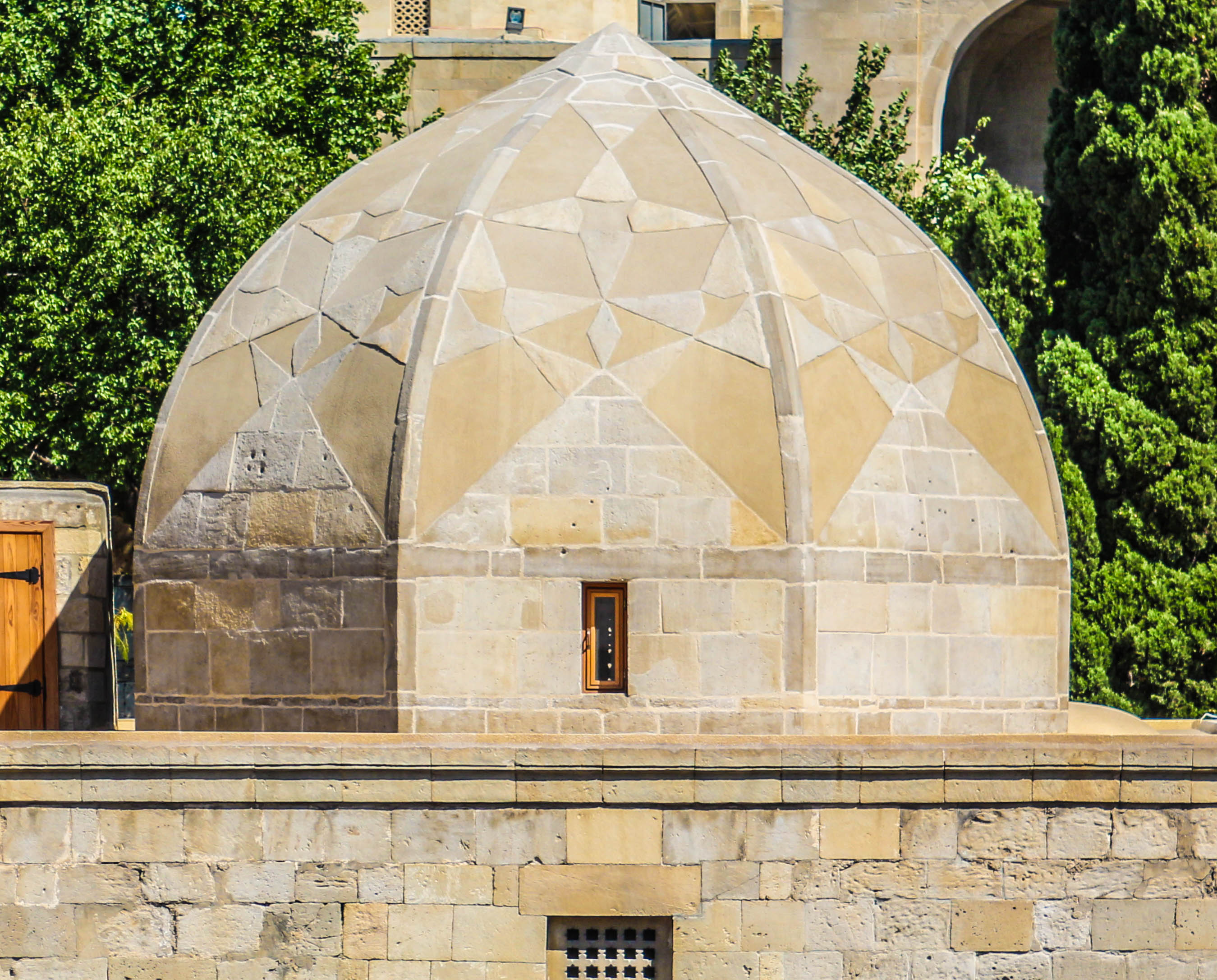
قبة الضريح
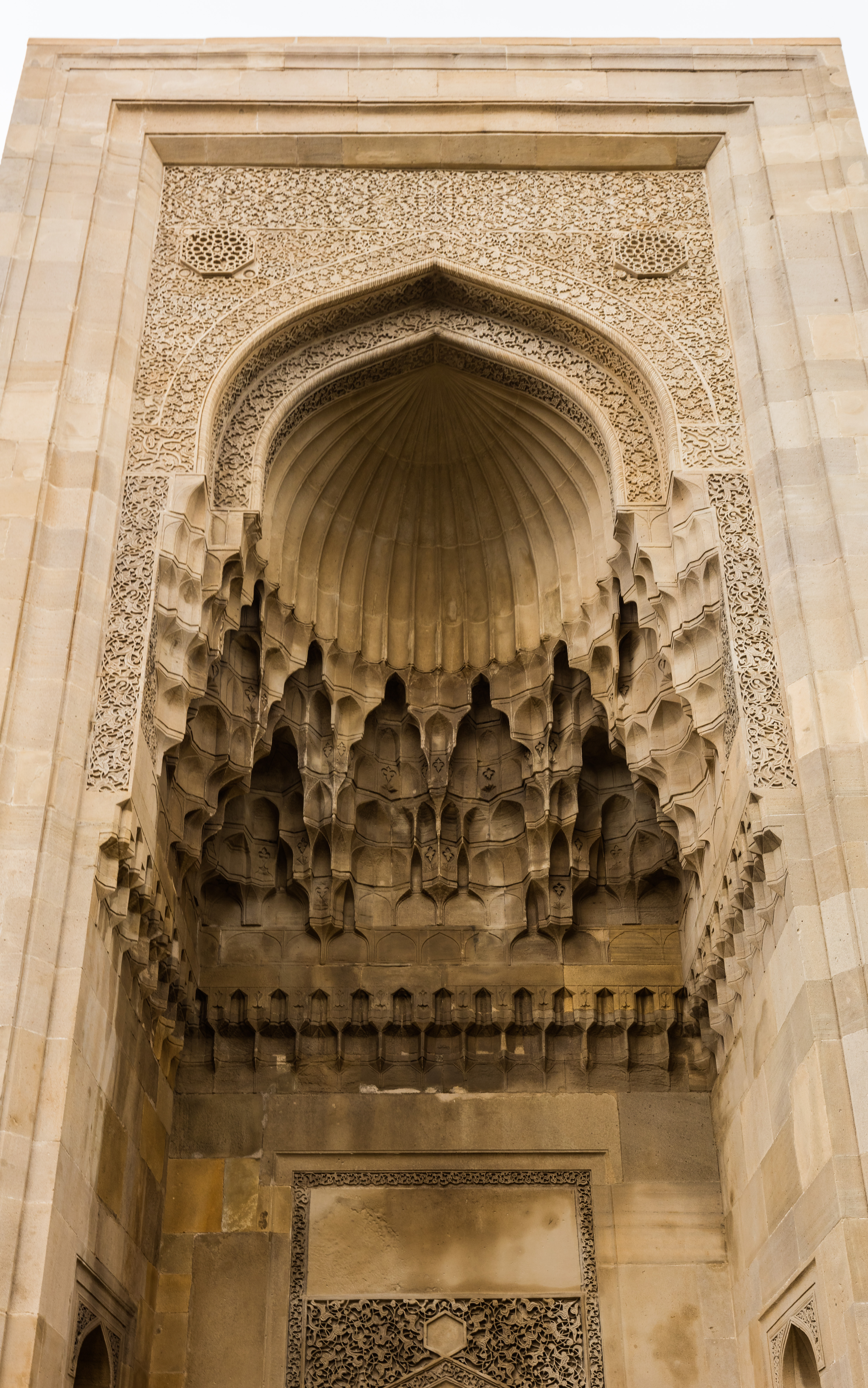
مدخل ضريح الشروانشاهيين